# アレクシス・ツィプラス

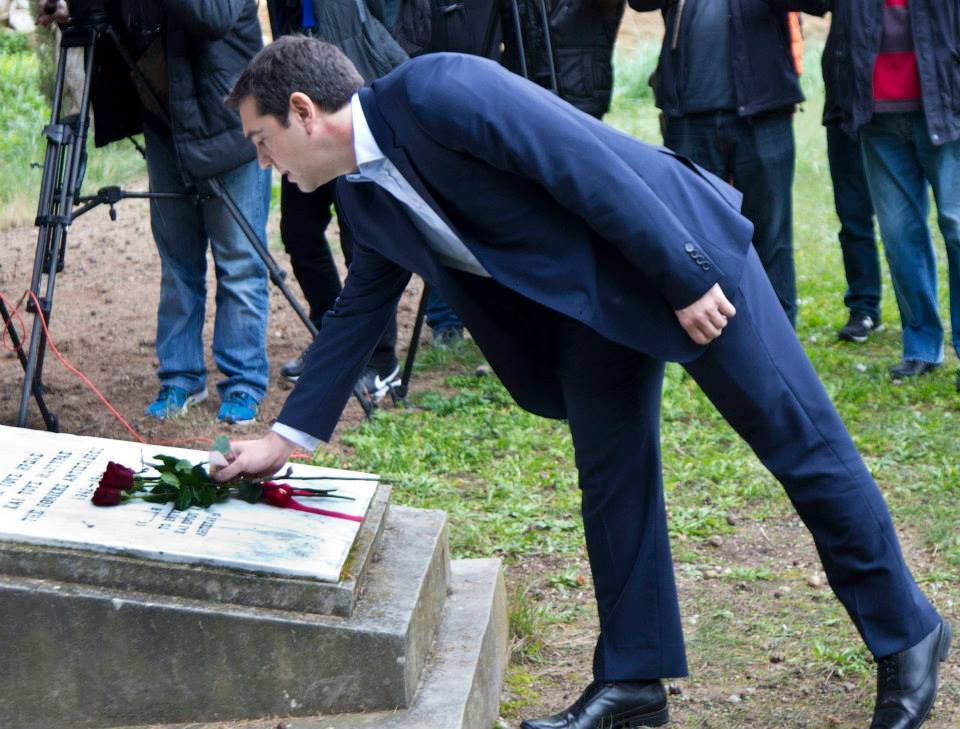
ドイツ占領軍に処刑された共産主義レジスタンスの墓碑に献花するツィプラス首相　アテネ郊外

アレクシス・ツィプラス（ギリシャ語: Αλέξης Τσίπρας, ラテン文字転写: Alexis Tsipras、1974年7月28日 - ）は、ギリシャの政治家。首相を務めた。日本の報道ではチプラスと表記されることが多い。

## 来歴
1974年7月28日にトルコのマルマラ地方にあるクルクラーレリ県のババエスキからギリシャとトルコの住民交換でギリシャへ移ったギリシャ人の移民3世としてアテネ郊外で生まれる。10代半ばでギリシャ共産党の青年団に入党。17歳のとき、教育制度改革に反対する活動に参加、数か月にわたり仲間とともに高校を占拠した。学生運動で頭角を現し、テレビの政治討論番組にも「極左高校生活動家」のリーダーとして登場した。国立アテネ工科大学（メツォヴォ工科大学）と大学院で土木工学や都市計画を学んだ。
2006年、アテネ市長選挙に出馬、3位で落選。2008年2月11日の左翼運動・エコロジー連合（シナスピスモス）党大会で党首に選出された。2009年10月4日の総選挙で初当選。2012年6月総選挙ではSYRIZAを第2党に躍進させ、欧州債務危機からギリシャ国内での緊縮財政政策への反対を訴えている。

### ギリシャ首相
2015年1月総選挙においてSYRIZAが第一党になったことにより、右派ポピュリズム政党の独立ギリシャ人と連立を組み、同年1月26日に40歳でギリシャの首相に就任し、過去150年間で最年少のギリシャ首相になった。これは欧州初の反緊縮政権となった。2018年10月17日より外相代行を兼任。
ツィプラスは結婚はしていないが、同棲相手の女性ペリステラ・バヅィアナとの間に二人の子供が誕生している。革命家のチェ・ゲバラを崇敬しており、次男のミドル・ネームにはゲバラの本名からエルネストと名付けている。
またツィプラスは無神論者でもあり、首相就任宣誓式の時にも従来のようなギリシャ正教式の宣誓は行わなかった。また、公の場でも普段からネクタイを締めていない。
2015年8月中旬にツィプラスは首相辞意を表明し、9月に総選挙を行う考えをしめした。ツィプラスは自身が有権者に対して正直でありたいと述べ、2015年1月の総選挙の際に急進左派連合が提示した公約を守れなかったことを認めた。2015年8月中旬にギリシャはEUからの金銭支援総額およそ860億ユーロのうちの130億ユーロをうけとっている。だが例によってEUからの3度目の融資を受ける条件として、ギリシャが財政引き締めを施行するようにEUから要求されている。EUからの金銭支援を承諾するかどうかについてSYRIZA内部で親ユーロ派と反ユーロ派の対立が顕在化してきており、反ユーロ派は金銭支援のための関連法案に反対票を投じている。財政引き締めによってギリシャ経済がさらに悪化することを反ユーロ派は懸念している。
ツィプラスとSYRIZAの親ユーロ派は1月の総選挙では財政支出引き締めに反対すると宣言して選挙に勝ったが、わずかその7か月後にその公約とは正反対の公約を掲げて有権者の信を問うことになった。ツィプラスは2015年8月20日にギリシャ大統領プロコピス・パヴロプロスに辞表届けを提出した。27日夜、最高裁判所長官のバシリキ・タヌーが暫定首相に就任し総選挙までの間、暫定政権を率いることとなった。
2015年9月20日に行われた総選挙でSYRIZAがギリシャ議会300議席のうちの145議席を獲得し、第一党の座を堅持した。SYRIZAの得票率は35.5%、第二党である新民主主義党の得票率は28.1%であった。黄金の夜明けが7%の得票率で第三党、人民連合は得票率が3%に届かず議会での議席を失うことになった。この総選挙でギリシャ有権者はツィプラスに再度チャンスを与えたことになる。ギリシャ政府はEU側からの指示で増税などを施行しなければならないが、債務減免などを交渉で引き出して改革に伴う痛みを軽減するとツィプラスは宣言した。与党の急進左派連合が勝利した総選挙の結果により、9月21日にツィプラスは首相に再び就任して第2次ツィプラス政権が誕生した。
2019年5月の欧州議会選挙で敗北し、10月までに予定されていた総選挙を7月7日に繰り上げた。中道右派の野党・新民主主義党の圧勝が確実となり、政権交代を許した。7月8日に首相を退任。
2023年6月に行われた総選挙では引き続き与党の新民主主義党が圧勝し、SYRIZAはさらに議席を減らす結果となった。同月29日、SYRIZAの党首を辞任すると表明。

## 主張・政策

### グレグジット
ツィプラスが所属するSYRIZAは2015年1月の総選挙にて、EUやIMFが強いる緊縮財政に終止符をうつと国民に約束して選挙に勝った。その選挙公約を履行したいSYRIZA側は、IMFらの要求をはねつけた。そのSYRIZAのリーダーとして、そしてギリシャのリーダーとしてツィプラスはEU側の首脳と連日交渉を重ねてきたが、交渉は決裂した。ツィプラスによれば、5か月以上に及ぶ厳しい交渉の末、欧州連合はギリシャの民主主義とギリシャ国民へ最後通告を突きつけたのだという。
ギリシャ政府はIMFや欧州連合から提起された155億ユーロの金融支援を拒否した。金融支援の交換条件である財政緊縮プログラムによってギリシャ経済が更なる不況に陥るからである。これに関してドイツ首相アンゲラ・メルケルは、IMFとEUからの金融支援オファーは非常に寛容なものだと述べた。これに対しツィプラスは、IMFやEUがギリシャ政府に脅迫状(ブラックメール)や最後通告をつきつけてくることを非難した。ギリシャは、IMFに対して債務不履行（デフォルト）を行った史上初の先進国となった。
ツィプラスはその緊縮財政政策をギリシャが受け入れるかどうかについて、国民投票にかける意向を示した。7月5日に行われるその国民投票の結果を尊重するとツィプラスは述べた。結果は緊縮反対が61.3%となった。
この国民投票はギリシャのユーロ離脱を問うものではなく、EUやIMFがギリシャに突きつける緊縮財政政策をギリシャ側が受け入れるかどうかを問うものである。ギリシャ側は単に主権国家としての権利を行使しているだけであるが、欧州連合はギリシャに強硬な姿勢を貫く。ドイツ副首相ジグマール・ガブリエルは、ギリシャ国民がその国民投票でYesかNoを選択することは、ギリシャがユーロ圏に残るか残らないかであると述べた。フランス大統領フランソワ・オランドは、焦点はギリシャがユーロ圏に残るかユーロ圏を去るリスクをとるかだと述べた。欧州委員会委員長ジャン＝クロード・ユンケルは、国民投票でNoを選択することはギリシャが欧州に対してNoということを意味すると述べた。
ギリシャ財務大臣ヤニス・バルファキスは、この件についてギリシャ政府が欧州司法裁判所に差し止め請求する用意があることを示した。リスボン条約には欧州連合からの自発的脱退についての条項はあるものの、基本的に欧州連合の条約にはユーロ圏強制脱退についての条項はない。ギリシャのユーロ圏残留についての議論は交渉のテーブルにのるべきものではないとバルファキスは述べた。
2018年6月にユーログループは債務軽減策で合意し、同年8月にギリシャは国際金融史上最大ともされる8年にわたるEUやIMFの金融支援から脱却して市場で国債を発行して資金調達することが可能になった。

### イスラエル
SYRIZAの公約ではイスラエル国に対するパレスチナ人の権利を支持するはずだった。だがツィプラスがルーベン・リブリンと会談するためエルサレムを訪問した際、大統領のゲストブックに「イスラエルの首都に来られたことは非常に光栄だ」と書いた。イスラエルとパレスチナの紛争に関連して、多くの国がエルサレムをイスラエルの首都だとするのを拒否している。
欧州の首脳がエルサレムをイスラエルの首都だと認知したのは前例が無い。

### 中国
中国の一帯一路に賛同してギリシャをアジアインフラ投資銀行（AIIB）に加盟させ、一帯一路国際協力サミットフォーラムにも出席した。EUから義務付けられた債務圧縮のためにギリシャ最大のピレウス港の管理・整備・開発の権利を中国に売却してピレウスは一帯一路の拠点となった。中国・中東欧諸国首脳会議（16プラス1）に参加し、中国政府の人権弾圧や南シナ海での立場に抗議したEUの書簡や声明をハンガリーのオルバーン・ヴィクトルとともに拒否もしていた。

### ドイツ
第二次世界大戦さなか1944年6月に、ナチ党主導のドイツがギリシャのディストモにおいて戦争犯罪を行い、218人の民間人犠牲者がでた(ディストモの大虐殺)。1960年、ドイツは戦後賠償金として1億1500万ドイツマルクを支払った。ギリシャ側の主張によれば、1960年当時の賠償では戦争犯罪のような重要な項目に対する賠償が行われなかったという。ギリシャ高裁において、ドイツが被害者遺族らに2800万ユーロの賠償金を支払うべきとする判決を下した。この判決は行使されておらず、ツィプラスはこの件での賠償をドイツに要求していく考えを示した。一方ドイツ側は、この件は1990年に決着済みであり、賠償は行わないと主張している。また、戦時中に略奪された資金や歴史遺産の返還など総額で約2790億ユーロに及ぶ賠償も請求している。